# شیکینیو کارلوس
شیکینیو کارلوس (انگلیسی: Chiquinho Carlos؛ زادهٔ ۲۶ آوریل ۱۹۶۳) بازیکن فوتبال اهل برزیل است.
از باشگاه‌هایی که در آن بازی کرده‌است می‌توان به باشگاه فوتبال بوتافوگو، باشگاه فوتبال آکادمیکو ویزئو، باشگاه ورزشی براگا، باشگاه فوتبال بنفیکا، باشگاه فوتبال ویتوریا ستوبال، باشگاه فوتبال ویتوریا گیماریش، باشگاه فوتبال مافرا، و باشگاه فوتبال فلامینگو اشاره کرد.